# Церква Різдва Богородиці (Вендичани)
Церква Різдва Богородиці — православний храм та пам'ятка архітектури у смт Вендичани Могилів-Подільського району Вінницької області.
Храм побудований замість старої дерев'яної церкви Вознесіння Господнього. Перша дерев'яна церква припинила функціонування у 1834 році, розібрана у 1850 році. Новий кам'яний одноверхий храм разом з дзвіницею закладений у 1834 році. У 1850 році закінчена тільки дзвіниця, а будівництво церкви завершилося у 1874 році.